# Бързоходеца и Уили Койота
Бързоходеца, още познат като Пътния Бегач (на английски: Road Runner) и Уили Койота (на английски: Wile E. Coyote) са анимационни герои от сериите на „Шантави рисунки“ (Looney Tunes) и „Весели мелодии“ (Merrie Melodies), създадени от Чък Джоунс през 1948 за студията на Уорнър Брос.
Оригинално, поредицата е създадена като пародия на традиционните детски от тип „котка и мишка“ (например Том и Джери). Основната разлика се състои в това, че аудиторията симпатизира на отрицателния герой, комично неспособен хищник, чието ловуване винаги завършва несполучливо.

## Предпоставка
Сериите са прости в своя сюжет – Бързоходеца (създаден на основа на реалната птица Geococcyx californianus – земна кукувица), е преследван по пътищата от гладен койот на име Уили Койота – Wile E. Coyote (игра на думи с „wily coyote“ – „лукав койот“.).
Независимо от многобройните му хитри опити, койотът никога не успява да хване или убие птицата. Всичките му подробни схеми се провалят, приключвайки с нараняването му при много случаи с високо преувеличено анимационно насилие.

## Корпорация АКМЕ
Уили Койота получава огромни и абсурдни
устройства по пощата от фиктивната компания Acme Corporation, с цел да залови Бързоходеца. Продуктите на Acme работят добре, но проблемът за койота е, че обикновено престават да действат в най-критичния момент.
Името на компанията АКМЕ (ACME) е избрано заради ироничното му значение – „A (или American) Company that Makes Everything“ или „Компания, която произвежда всичко“.

## Вторични продукции
В друг сериал от анимациите на „Шантави рисунки“, персонажният дизайн на Уили Койота е копиран и преименуван на „Ралф Улф“. В него, Ралф прави многобройни опити да открадне овца от стадо, пазено от вечния закрилник, кучето Сам Шийпдог. Също като сериала с Пътния Бегач, Ралф Улф използва различни видове опасни изобретения и схеми, за да открадне овцата, но плановете му постоянно биват осуетявани от кучето пазач. Освен че се опитва да открадне овцата, той го прави не защото е фанатичен (като Койота), а защото това е професията му. В края на всяко филмче, той и кучето пазач спират дотам, докъдето са стигнали, изключват будилника, поздравяват се и си отиват вкъщи за деня, след което идва ред на нощната смяна. Най-видната разлика между койота и вълка, освен мястото им на действие, е че Уили има черен нос, а Ралф е с червен.